# Глуховский сельсовет (Варнавинский район)
Глухо́вский сельсове́т — упразднённое сельское поселение в Варнавинском районе Нижегородской области.
Административный центр — посёлок Глухое.

## Населённые пункты
В состав поселения входят:
- п. Глухое
- д. Бархатиха
- п. Елевая Заводь
- п. Камешник
- п. Нижник
- п. Поташное

Сельсовет упразднён, населённые пункты вошли в состав Михаленинского сельсовета.